# 喬治·彼得羅維奇
佐治·柏度域（1999年10月8日—）是一名塞爾維亞足球運動員，司職龍門，現效力於英超球隊般尼茅夫，並代表塞爾維亞參加國際比賽。

## 球會生涯

### 古卡歷基
柏度域在2014年加入塞尔维亚足球超级联赛球會古卡歷基的青訓學院，並在2018–19賽季被外借到塞爾維亞第三級球會FK IMT後，於2019–20賽季進入球會一隊。
2019年9月21日，他在對陣馬拉多特魯卡尼的比賽中上演地標戰，並成功保持清白之身，協助球隊以1–0小勝對手。

### 新英倫革命
2022年4月6日，柏度域加盟美職聯球隊新英倫革命，合約為期三年。他在5月12日對陣辛辛那提的美國公開盃賽事中首次為球會上陣。同年6月26日，柏度域在對陣溫哥華白浪的比賽中共作出六次撲救，協助球隊以0–0賽和對手，並獲得他在新球會的首個清白之身，並令他入選該賽週最佳陣容。
柏度域在2022年賽季完結後入選美職聯最佳新援奬和最佳龍門獎的最後三人名單，但最終未能獲獎。
2023年4月29日，在柏度域為新英倫革命上陣的第31場比賽中，他成為美職聯史上用最少場數救出五個十二碼的龍門。
同年6月27日，柏度域首次入選美職聯全明星隊，並在對陣阿仙奴的比賽中後備上陣。

### 車路士
2023年8月26日，英超球會車路士宣布簽入柏度域，轉會費據報為1250萬鎊，另加150萬鎊獎金。柏度域簽下一紙為期七年的合約，並設有續約一年選項。
同年12月11日，他在對陣愛華頓的英超比賽中首次為球隊出場，在比賽第84分鐘後備入替傷出的。他在數日後對陣錫菲聯的比賽中首次為球隊正選上陣，協助球隊以2–0勝出。同月19日，在對陣紐卡素的聯賽盃八強賽事中，柏度域在互射十二碼階段撲出的決定性十二碼，令車路士得以晉級下一圈。

## 國家隊生涯
柏度域於2020年9月首次入選塞爾維亞U21，並在對陣波蘭的比賽中上陣。
2021年1月25日，柏度域在對陣多明尼加共和國的友誼賽中上演國家隊地標戰，並在比賽中保持不失，兩隊最終以0–0賽和。

## 生涯統計

### 球會
最後更新：2024年5月19日
| 效力球會   | 球季     | 聯賽     | 聯賽 | 聯賽 | 國家盃賽 | 國家盃賽 | 聯賽盃賽 | 聯賽盃賽 | 洲際賽 | 洲際賽 | 其他 | 其他 | 總計 | 總計 |
| 效力球會   | 球季     | 聯賽     | 上陣 | 入球 | 上陣     | 入球     | 上陣     | 入球     | 上陣   | 入球   | 上陣 | 入球 | 上陣 | 入球 |
| ---------- | -------- | -------- | ---- | ---- | -------- | -------- | -------- | -------- | ------ | ------ | ---- | ---- | ---- | ---- |
| 古卡歷基   | 2019–20  | 塞超     | 21   | 0    | 4        | 0        | —        | —        | —      | —      | —    | —    | 25   | 0    |
| 古卡歷基   | 2020–21  | 塞超     | 34   | 0    | 0        | 0        | —        | —        | —      | —      | —    | —    | 34   | 0    |
| 古卡歷基   | 2021–22  | 塞超     | 23   | 0    | 0        | 0        | —        | —        | 4      | 0      | —    | —    | 27   | 0    |
| 古卡歷基   | 總計     | 總計     | 78   | 0    | 4        | 0        | 0        | 0        | 4      | 0      | 0    | 0    | 86   | 0    |
| 新英倫革命 | 2022     | 美職聯   | 21   | 0    | 2        | 0        | —        | —        | —      | —      | —    | —    | 23   | 0    |
| 新英倫革命 | 2023     | 美職聯   | 22   | 0    | 0        | 0        | —        | —        | —      | —      | 3    | 0    | 25   | 0    |
| 新英倫革命 | 總計     | 總計     | 43   | 0    | 2        | 0        | 0        | 0        | 0      | 0      | 3    | 0    | 48   | 0    |
| 車路士     | 2023–24  | 英超     | 23   | 0    | 4        | 0        | 4        | 0        | —      | —      | —    | —    | 31   | 0    |
| 生涯總計   | 生涯總計 | 生涯總計 | 144  | 0    | 10       | 0        | 4        | 0        | 4      | 0      | 3    | 0    | 165  | 0    |

1. ↑  於歐協聯賽事上陣。
2. ↑  於北美聯賽盃賽事上陣。

### 國家隊
最後更新：2023年3月21日
| 國家隊   | 年份 | 上陣 | 入球 |
| -------- | ---- | ---- | ---- |
| 塞爾維亞 | 2021 | 1    | 0    |
| 塞爾維亞 | 2023 | 1    | 0    |
| 塞爾維亞 | 2024 | 1    | 0    |
| 總計     | 總計 | 3    | 0    |

## 榮譽
個人
- 美職聯全明星隊：2023[23]

## 外部連結
- Soccerway資料庫：喬治·彼得羅維奇
- 喬治·彼得羅維奇在FootballDatabase.eu中的档案